# 1981 en Saskatchewan
Chronologie de la Saskatchewan
- 1977
- 1978
- 1979
- 1980
- 1981
- 1982
- 1983
- 1984
- 1985

Cette page concerne des événements d'actualité qui se sont produits durant l'année 1981 dans la province canadienne de la Saskatchewan.

## Politique
- Premier ministre : Allan Blakeney
- Chef de l'Opposition :
- Lieutenant-gouverneur : Irwin McIntosh
- Législature :

## Événements
- Découverte du gisement d'uranium de Cigar Lake.

## Naissances

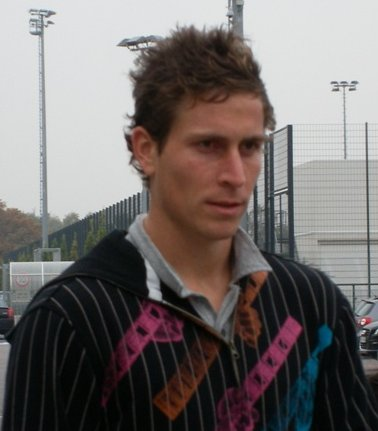
Rob Friend

- 11 janvier : Justin Mapletoft (né à Lloydminster) est un joueur professionnel de hockey sur glace canadien[1].
- 23 janvier : Rob Friend est un footballeur canadien né à Rosetown et évoluant au Los Angeles Galaxy.
- 8 mars : Kelly Parker (née à Regina) est une joueuse de football (de soccer) canadienne évoluant au poste de milieu de terrain offensif. Elle est membre de l'Équipe du Canada de soccer féminin (38 sélections en date du 5 août 2012).
- 17 mars : Scott Reynolds (né à Kerrobert) est un joueur professionnel de hockey sur glace canadien.
- 1er avril : Nolan Yonkman (né à Punnichy) est un joueur professionnel de hockey sur glace évoluant à la position de défenseur.
- 5 juillet : David Kaczowka (né à Regina) est un joueur professionnel de hockey sur glace canadien.
- 26 novembre : Gina Kingsbury (née à Uranium City[2]) est une joueuse de hockey sur glace canadienne, membre de l'équipe du Canada de hockey sur glace féminin.
- 21 décembre : Shane Murrey Endicott (né à Saskatoon) est un joueur professionnel de hockey sur glace canadien[3].